# دوني لوسي
دوني لوسي (بالإنجليزية: Donny Lucy)‏ هو لاعب كرة قاعدة أمريكي، ولد في 8 أغسطس 1982 في إسكونديدو في الولايات المتحدة.

## وصلات خارجية
- دوني لوسي على موقع دوري كرة القاعدة الرئيسي (الإنجليزية)
- دوني لوسي على موقعبيزبول رفرنس.كوم (الدوري الرئيسي) (الإنجليزية)
- دوني لوسي على موقعبيزبول رفرنس.كوم (الدوري الثانوي) (الإنجليزية)
- دوني لوسي على موقع مشجعي الرسوم البيانية (الإنجليزية)